# Фута Џалон
Фута Џалон (Fuuta Jalon) је планински масив на северозападу Гвинеје, који чини западни огранак Северногвинејске висоравни. Грађен је у основи од палеозојских гранита, који су прекривени палеозојским пешчарима. Највиши врх је Монт Лура и износи 1.538 метара. Планина је испресецана бројним кањонима, а у њеним подгоринама налазе се изворишта великих афричких река попут Сенегала, Гамбије и Нигера.
Простор Фута Џаолона насељен је становништвом народа Фулани, који исповедају ислам. Највећи град ових простора је Лабе, са око 60.000 становника, а издвајају се и мања места Маму и Дабола. Од XVII до XIX века ови простори улазили су у оквире Краљевста Фута Џалон, које су срушили Французи 1896. године.